# Janet Balaskas
Janet Balaskas (* 1946 in Johannesburg, Südafrika) ist eine britische Hebamme, Autorin und Gründerin des Active Birth Movement. Sie ist eine Vorreiterin für die sanfte Geburt. 1982 organisierte sie eine Demonstration in London für das Recht einer Frau, ihr Kind in jeder Stellung zur Welt zu bringen, die sie selbst bevorzugt. Sie leitet ein Geburtszentrum in London.

## Werke
Aufsätze
- Janet Balaskas, Sophie Hoare, Lyn Durward, Jo Garcia, and Caroline Langridge: Birth Rights: Radical Consumerism in Health Care. In: Critical Social Policy, Bd. 2, Nr. 5, S. 62–65, 1982

Bücher
- Active Birth. Unwin Paperbacks, London, 1983, ISBN 0-04-612033-5
- New Life – the book of exercises for childbirth. Sidgewick & Jackson, 1983
- The Active Birth Partners Handbook. Sidgewick & Jackson, 1984
- Janet Balaskas, Yehudi Gordon: The Encyclopaedia of Pregnancy and Birth. Macdonald Orbis, 1987
- Janet Balaskas, Yehudi Gordon: Water Birth. Unwin Hyman, 1991
- New Active Birth – A concise guide to natural childbirth. Thorsons, 1991, ISBN 978-0-7225-2566-1
- Yoga für werdende Mütter. 1995
- Aktive Geburt: Wie ich mich mit Atemübungen, Yoga und Massagen optimal vorbereite. 2000